# Bündnisfall
Der Bündnisfall (lat. Casus Foederis – casus: der Fall, foedus: das Bündnis) ist in der diplomatischen Sprache eine Lage, in der eine von einem Staat aufgrund eines militärischen Beistandsvertrages eingegangene Verpflichtung wirksam wird, in einen Krieg einzutreten, den der jeweilige Bündnispartner führt, bzw. einen Krieg zum Schutze dieses Partners zu beginnen. Eine solche Möglichkeit der kollektiven Verteidigung wird in Artikel 51 der Charta der Vereinten Nationen explizit vorgesehen, bis der UN-Sicherheitsrat angemessene Maßnahmen trifft. Auch ohne das Vorliegen eines Militärbündnisses erlaubt Artikel 51 einen militärischen Beistand des angegriffenen Staates.

## Rechtliche Grundlage in Deutschland
Das Grundgesetz für die Bundesrepublik Deutschland (GG) sieht die Option vor, Hoheitsrechte an zwischenstaatliche Institutionen abzugeben: So kann sich der Bund nach Art. 24 GG zur Wahrung des Friedens einem System gegenseitiger kollektiver Sicherheit einordnen und hierbei in die Beschränkungen seiner Hoheitsrechte einwilligen, um eine friedliche und dauerhafte Ordnung in Europa und zwischen den Völkern der Welt herbeizuführen und zu sichern. Dies hat Deutschland im Rahmen der NATO sowie der Europäischen Union getan. 
Im sogenannten „Bündnisfall“ nach Artikel 5 Nordatlantikvertrag oder Artikel 42 EU-Vertrag kann daher die Bundeswehr zur Bündnisverteidigung eingesetzt werden. Zudem haben Deutschland und Frankreich auch in Artikel 4 des Aachener Vertrags ihre gegenseitige militärische Beistandspflicht bekräftigt. Die Feststellung des Bündnisfalls löst allerdings keinen Automatismus aus: Allein der Bundestag entscheidet über den Einsatz deutscher Soldaten als Parlamentsarmee außerhalb der deutschen Grenzen.

## Bündnisfall auf der Grundlage des Nordatlantikvertrags
Im Nordatlantikvertrag, dem Vertrag über die NATO, ist in Artikel 5 der Bündnisfall als bewaffneter Angriff mit der Reaktion der gemeinsamen Ausübung des in Artikel 51 der Satzung der UN anerkannten Rechts der Selbstverteidigung bezeichnet. Der Vertrag wurde entwickelt mit der Annahme eines möglichen Angriffes der Sowjetunion auf Westeuropa; der Bündnisfall trat in Zeiten des Kalten Krieges nicht ein. Zum ersten und bisher einzigen Mal wurde das Vorliegen des Bündnisfalls am 12. September 2001 nach den Terroranschlägen am 11. September 2001  in den Vereinigten Staaten beschlossen, auf den sich die Operation Enduring Freedom und die Operation Active Endeavour stützten. Formale Bestimmungen über die Aufhebung des Bündnisfalls existieren nicht.
Artikel 5 des Nordatlantikvertrags lautet:

„Die Parteien vereinbaren, dass ein bewaffneter Angriff gegen eine oder mehrere von ihnen in Europa oder Nordamerika als ein Angriff gegen sie alle angesehen wird; sie vereinbaren daher, dass im Falle eines solchen bewaffneten Angriffs jede von ihnen in Ausübung des in Artikel 51 der Satzung der Vereinten Nationen anerkannten Rechts der individuellen oder kollektiven Selbstverteidigung der Partei oder den Parteien, die angegriffen werden, Beistand leistet, indem jede von ihnen unverzüglich für sich und im Zusammenwirken mit den anderen Parteien die Maßnahmen, einschließlich der Anwendung von Waffengewalt, trifft, die sie für erforderlich erachtet, um die Sicherheit des nordatlantischen Gebiets wiederherzustellen und zu erhalten.
Von jedem bewaffneten Angriff und allen daraufhin getroffenen Gegenmaßnahmen ist unverzüglich dem Sicherheitsrat Mitteilung zu machen. Die Maßnahmen sind einzustellen, sobald der Sicherheitsrat diejenigen Schritte unternommen hat, die notwendig sind, um den internationalen Frieden und die internationale Sicherheit wiederherzustellen und zu erhalten.“

Bevor der Bündnisfall eintritt, muss er zunächst einstimmig (d. h. ohne Gegenstimmen) von allen NATO-Mitgliedsstaaten beschlossen werden. Militäreinsätze von US- bzw. deutschen Truppen müssen zusätzlich von den jeweiligen Parlamenten beschlossen werden.

## Beistandsverpflichtung auf der Grundlage des EU-Vertrags
Artikel 42 Absatz 7 des EU-Vertrags lautet:

„Im Falle eines bewaffneten Angriffs auf das Hoheitsgebiet eines Mitgliedstaats schulden die anderen Mitgliedstaaten ihm alle in ihrer Macht stehende Hilfe und Unterstützung, im Einklang mit Artikel 51 der Charta der Vereinten Nationen. Dies lässt den besonderen Charakter der Sicherheits- und Verteidigungspolitik bestimmter Mitgliedstaaten unberührt.
Die Verpflichtungen und die Zusammenarbeit in diesem Bereich bleiben im Einklang mit den im Rahmen der Nordatlantikvertrags-Organisation eingegangenen Verpflichtungen, die für die ihr angehörenden Staaten weiterhin das Fundament ihrer kollektiven Verteidigung und das Instrument für deren Verwirklichung ist.“

## Terroranschläge am 11. September 2001
Zum ersten und bisher einzigen Mal wurde der Bündnisfall vom NATO-Rat am 12. September 2001 als Reaktion auf die Anschläge vom 11. September 2001 auf das World Trade Center und das Pentagon ausgerufen, mit der Einschränkung: „sofern die Terrorangriffe von außen gegen die USA gerichtet waren“. Beschlossen wurde der Bündnisfall durch den NATO-Rat erst am 2. Oktober. Zuvor hatte die US-Regierung Beweise vorgelegt, die einen bewaffneten Angriff der al-Qaida auf die USA belegen sollten.

### Beratung im Deutschen Bundestag
Die Operation Enduring Freedom betreffende erste Abstimmung im Bundestag verband Bundeskanzler Gerhard Schröder wegen vereinzelter Kritik aus der rot-grünen Koalition bei angekündigter Zustimmung der CDU/CSU und der FDP mit der Vertrauensfrage, worauf vier Grüne, Christa Lörcher (SPD) und die gesamte Opposition gegen ihn stimmte, aber die Mehrheit mit ihm.
Im April 2002 wurde von der PDS-Fraktion der Antrag gestellt, festzustellen, dass der Bündnisfall nicht länger als gegeben anzusehen sei. Der Deutsche Bundestag beriet den Antrag auf Drucksache 14/8664 in seiner 233. Sitzung am 25. April 2002. Der Antrag wurde an den Auswärtigen Ausschuss (federführend) sowie an den Rechts- und den Verteidigungsausschuss zur Mitberatung überwiesen. Der Antrag wurde am 12. Juni 2002 abgelehnt.
Im Dezember 2013 wurde von der Fraktion Die Linke ebenfalls ein Antrag auf umgehende Beendigung des NATO-Bündnisfalls gestellt und vom Deutschen Bundestag auf Drucksache 18/202 beraten. Wie im Jahr 2002 wurde der Antrag mehrheitlich abgelehnt.

### NATO-Beratungen
Die Vertreter der Niederlande, Belgiens und Portugals haben sich zuerst gegen eine Feststellung des Bündnisfalls nach Artikel 5 ausgesprochen. Der belgische Außenminister und damalige EU-Ratspräsident Louis Michel rief nach den Anschlägen in den USA dazu auf, den Weg der politischen Auseinandersetzung nicht zu verlassen. Der Bündnisfall wurde letzten Endes jedoch festgestellt.

### Ende des Bündnisfalls
Die Vizepräsidentin des Deutschen Bundestages, Antje Vollmer, stellte die rhetorische Frage „Bündnisfall auf immer?“ Damit wies sie darauf hin, dass der NATO-Rat es versäumte, ein klares Ziel, einen Ausgang und eine „Exitstrategie“ zu definieren. Der NATO-Bündnisfall wurde nie formal beendet, was nach Aussagen des schweizerischen Politikers Dick Marty für die US-amerikanischen Überwachungsaktivitäten von Vorteil ist.
Nach Ansicht des Bundesministeriums der Verteidigung ist eine formale Beendigung unnötig.

## Terroranschläge am 13. November 2015
Am 17. November 2015 forderte der französische Verteidigungsminister Jean-Yves Le Drian die militärische Unterstützung Frankreichs durch die anderen EU-Staaten im Kampf gegen den „Islamischen Staat“ unter Berufung auf Artikel 42 Absatz 7 des EU-Vertrags. Durch die Berufung auf den EU-Vertrag wurde auch an die Solidarität von Staaten der EU, die nicht zugleich Mitglieder der NATO sind, appelliert, also zum damaligen Zeitpunkt Österreich, Schweden, Finnland, Irland, Zypern und Malta. Dass Frankreich sich nicht auf Art. 5 des NATO-Vertrags bezog, wurde einerseits damit begründet, dass es bereits ein Bündnis gegen den Islamischen Staat gebe, in das 60 Staaten, darunter alle NATO-Mitgliedsstaaten eingebunden waren; andererseits erlaubte die Berufung auf den EU-Vertrag eher eine Einbindung Russlands in Maßnahmen, bei denen Frankreich die Führungsrolle übernahm.
Nach Angaben der EU-Außenbeauftragten Federica Mogherini erklärten die Verteidigungsminister der EU einstimmig ihre Bereitschaft, Frankreich zu unterstützen. Die Europäische Union handelte hier aber nur koordinierend, da im Rahmen der Europäischen Sicherheits- und Verteidigungspolitik die Union kein eigenes Militär unterhält. Die einzelnen EU-Staaten agieren bilateral.

## Türkisches Engagement im Syrienkrieg
Nachdem am 28. Februar 2020 33 türkische Soldaten auf syrischem Territorium durch die Assad-Armee getötet wurden, wurden Rufe nach dem Bündnisfall nach Artikel 5 laut. Der türkische Präsident Erdogan, der in der Region Idlib islamistische Kämpfer unterstützt, drohte damit, die Grenzen für die Bürgerkriegsflüchtlinge zu öffnen, sollte die NATO ihm in Nordsyrien nicht den Rücken stärken. Artikel 5 sieht jedoch nicht vor, dass ein Land nach einem Gegenangriff auf eine eigene Offensive um militärische Unterstützung bitten kann. Bereits im Jahr 2019 kam es im Zuge der türkischen Invasion in Nordsyrien zu Befürchtungen, dass ein syrischer Gegenangriff den Bündnisfall auslösen könne.